# Komarnica (Staro Petrovo Selo)
Komarnica falu Horvátországban, Bród-Szávamente megyében. Közigazgatásilag Staro Petrovo Selohoz tartozik.

## Fekvése
Bródtól légvonalban 34, közúton 42 km-re nyugatra, Pozsegától   légvonalban 18, közúton 28 km-re délnyugatra, községközpontjától légvonalban 6, közúton 9 km-re délkeletre, Nyugat-Szlavóniában, az A3-as autópálya és a Száva közötti síkságon, a Crnac-mezőn, a Maglaj-patak partján fekszik.

## Története
Komarnica 1698-ban a kamarai összeírásban még nem szerepel a török uralom alól felszabadított szlavóniai települések között.  Az egyházi vizitáció szerint 1730-ban 28 háza volt katolikus lakossággal. 1746-ban 30 háza és egy fakápolnája volt. 1760-ban 27 házában 63 család élt 317 fővel. 1765-ben már az újonnan, fából épített Szent Lénárt kápolnát említik. 1769-ben 24 háza, 52 családja és 278 lakosa volt.
Az első katonai felmérés térképén „Comarnicza” néven található. A gradiskai ezredhez tartozott. Lipszky János 1808-ban Budán kiadott repertóriumában „Komarnicza” néven szerepel.  Nagy Lajos 1829-ben kiadott művében „Komarnicza” néven 68 házzal, 349 katolikus vallású lakossal találjuk.  A katonai közigazgatás megszüntetése után 1871-ben Pozsega vármegyéhez csatolták. 
1857-ben 286, 1910-ben 426 lakosa volt. Az 1910-es népszámlálás szerint lakosságának 99%-a horvát anyanyelvű volt. Pozsega vármegye Újgradiskai járásának része volt. Az első világháború után 1918-ban az új szerb-horvát-szlovén állam, majd később (1929-ben) Jugoszlávia része lett. A település 1991-től a független Horvátországhoz tartozik. 1991-ben lakosságának 98%-a horvát nemzetiségű volt. 2011-ben 251 lakosa volt, akik mezőgazdasággal, állattartással foglalkoztak. 

## Lakossága
| Lakosság változása | Lakosság változása | Lakosság változása | Lakosság változása | Lakosság változása | Lakosság változása | Lakosság változása | Lakosság változása | Lakosság változása | Lakosság változása | Lakosság változása | Lakosság változása | Lakosság változása | Lakosság változása | Lakosság változása | Lakosság változása |
| ------------------ | ------------------ | ------------------ | ------------------ | ------------------ | ------------------ | ------------------ | ------------------ | ------------------ | ------------------ | ------------------ | ------------------ | ------------------ | ------------------ | ------------------ | ------------------ |
| 1857               | 1869               | 1880               | 1890               | 1900               | 1910               | 1921               | 1931               | 1948               | 1953               | 1961               | 1971               | 1981               | 1991               | 2001               | 2011               |
| 286                | 291                | 325                | 375                | 398                | 426                | 435                | 443                | 481                | 491                | 501                | 451                | 390                | 359                | 302                | 251                |

## Nevezetességei
Szent Lénárd kápolnája a 19. század végén, vagy a 20. század elején épült a 18. századi fakápolna helyén. A štivicei Mária Magdolna plébánia filiája.

## Kultúra
A Szent Lénárd egyesületet 2013-ban alapították. Célja a régi népszokások őrzése, a falu közösségi életének és jobb életminőségének elősegítése.

## Oktatás
Az első iskolaépület 1876-ban létesült a településen, a mai iskolát 1958-ban építették. Ma a staro petrovo seloi elemi iskola alsó tagozatos területi iskolájaként működik.

## Sport
NK „Sloga” Komarnica labdarúgóklub.

## Egyesületek
A településen önkéntes tűzoltóegylet (1952) és a „Nektar” méhészeti egyesület működik.